# Max Stern (Pokerspieler)
Max Stern (* 1939 oder 1940) ist ein professioneller costa-ricanischer Pokerspieler, Arzt und Autor. Er ist dreifacher Braceletgewinner der World Series of Poker.

## Pokerkarriere

### Werdegang
Seine erste Geldplatzierung bei einem Live-Turnier erzielte Stern im Februar 1987 im Caesars Palace am Las Vegas Strip. Im Mai 1989 war er erstmals bei der World Series of Poker (WSOP) in Las Vegas erfolgreich und erreichte bei einem Turnier der Variante Seven Card Razz die Geldränge. 1995 gewann er ein WSOP-Event in Omaha 8 or Better und erhielt eine Siegprämie von 140.400 US-Dollar sowie ein Bracelet. Zwei Jahre später sicherte er sich bei der WSOP 1997 mit Siegen in den Varianten Limit 7 Card Stud Hi/Lo und No Limit Hold’em zwei weitere Bracelets sowie Preisgelder von mehr als 350.000 US-Dollar. Bei der WSOP 1998 belegte er einen zweiten Platz in Seven Card Stud und erhielt über 75.000 US-Dollar. Auch bei der WSOP 2002 und 2003 erreichte er jeweils zwei Finaltische, ebenso je einmal 2004 und 2009. Seitdem blieben größere Turniererfolge aus. Seine bis dato letzte Geldplatzierung erzielte Stern Mitte Juni 2018.
Insgesamt hat sich Stern mit Poker bei Live-Turnieren knapp 1,5 Millionen US-Dollar erspielt und ist damit hinter Humberto Brenes der zweiterfolgreichste costa-ricanische Pokerspieler.

### Braceletübersicht
Stern kam bei der WSOP 29-mal ins Geld und gewann drei Bracelets:
| Jahr | Buy-in (in $) | Turnier                 | Teilnehmer | Preisgeld (in $) |
| ---- | ------------- | ----------------------- | ---------- | ---------------- |
| 1995 | 1500          | Limit Omaha Hi/Lo       | 234        | 140.400          |
| 1997 | 2500          | Limit 7 Card Stud Hi/Lo | 117        | 117.000          |
| 1997 | 3000          | No Limit Hold’em        | 217        | 237.615          |